# Uwe Aschmann
Uwe Aschmann (* 13. oder 15. August 1955 in Blankenhain) ist ein ehemaliger deutscher Fußballspieler im Sturm. Er spielte für den FC Vorwärts Frankfurt (Oder) und der BSG Energie Cottbus in der DDR-Oberliga.

## Karriere
Aschmann spielte in seiner Jugend bei der BSG Chemie Blankenhain. Danach war er von 1973 bis 1976 bei der BSG Motor Weimar. Anschließend ging Aschmann für ein Jahr zur ASG Vorwärts Strausberg, bevor er zum FC Vorwärts Frankfurt (Oder) wechselte. Dort wurde er dreimal in der DDR-Oberliga eingesetzt. 1978 kehrte Aschmann zurück zur BSG Motor Weimar. 1981 verpflichtete ihn die BSG Energie Cottbus, wo er in der Oberliga-Saison 1981/82 viermal eingesetzt wurde. Sein Debüt gab er am 28. November 1981, als Cottbus mit 3:0 gegen den FC Karl-Marx-Stadt verlor. Nach dem Abstieg ging er 1982 für sechs Jahre zur BSG Robotron Sömmerda, bevor er 1989 seine Karriere bei der BSG Einheit Bad Berka beendete.
Nach seiner Fußballkarriere arbeitete er kurzzeitig als Spielertrainer in Bad Berka.